# PZL TS-11
 (février 2017).
Si vous disposez d'ouvrages ou d'articles de référence ou si vous connaissez des sites web de qualité traitant du thème abordé ici, merci de compléter l'article en donnant les références utiles à sa vérifiabilité et en les liant à la section « Notes et références ».
Le PZL TS-11 Iskra (Etincelle) est un avion d'entraînement polonais, utilisé par l'armée de l'air et la marine polonaises. Construit à 424 exemplaires (dont 76 exportés en Inde), il est resté en service pendant pratiquement 60 ans.

## Développement
L'avion a été conçu à la suite d'une demande de l'armée de l'air polonaise qui voulait un avion à réaction d'entraînement. Le constructeur principal était Tadeusz Sołtyk (en) - par conséquent, l'appareil sera désigné "TS". Cet avion fut le premier avion à réaction à être conçu en Pologne. Le développement commença en 1957, le premier prototype était propulsé par un moteur britannique importé, l'Armstrong Siddeley Viper 8 de 7,80 kN de poussée, et a volé le 5 février 1960. Les deux prototypes suivants étaient propulsés par une copie polonaise du Viper, le WSK HO-10, et ont volé en mars et juillet 1961.
Le nouvel avion rempli les conditions exigées et, après les essais, a été accepté dans l'armée de l'air polonaise comme le TS-11 bis A Iskra, et entre en production en 1963. Vers 1966, les avions sont produits avec un nouveau moteur polonais, le WSK SO-1, d'une poussée de 9,80 kN. À partir de 1969, les WSK SO-3 sont utilisés pour élargir le temps entre chaque révision et, plus tard, sort une nouvelle version améliorée, le WSK SO-3W, d'une poussée de 10,80 kN.

## Conception
Le TS-11 est un avion à réaction avec un fuselage tout en métal, d'une configuration conventionnelle, avec des ailes trapézoïdales à faible angle. Les entrées d'air sont dans les ailes, près du fuselage. L'échappement de gaz de l'unique moteur se situe sous la queue de l'appareil, ce qui lui donne une silhouette inhabituelle vu de profil. Les deux hommes d'équipage ont des sièges éjectables. L'avion n'a pas de radar (sauf à partir du TS-11R), mais peut être équipé d'appareils photos et de caméras.
La Pologne est en train de développer une nouvelle variante, le TS-11S Spark, qui permettra de rallonger une nouvelle fois la durée de vie de l'appareil. Il sera équipé d'une nouvelle avionique, d'une structure renforcée et d'un nouveau moteur.

## Carrière opérationnelle

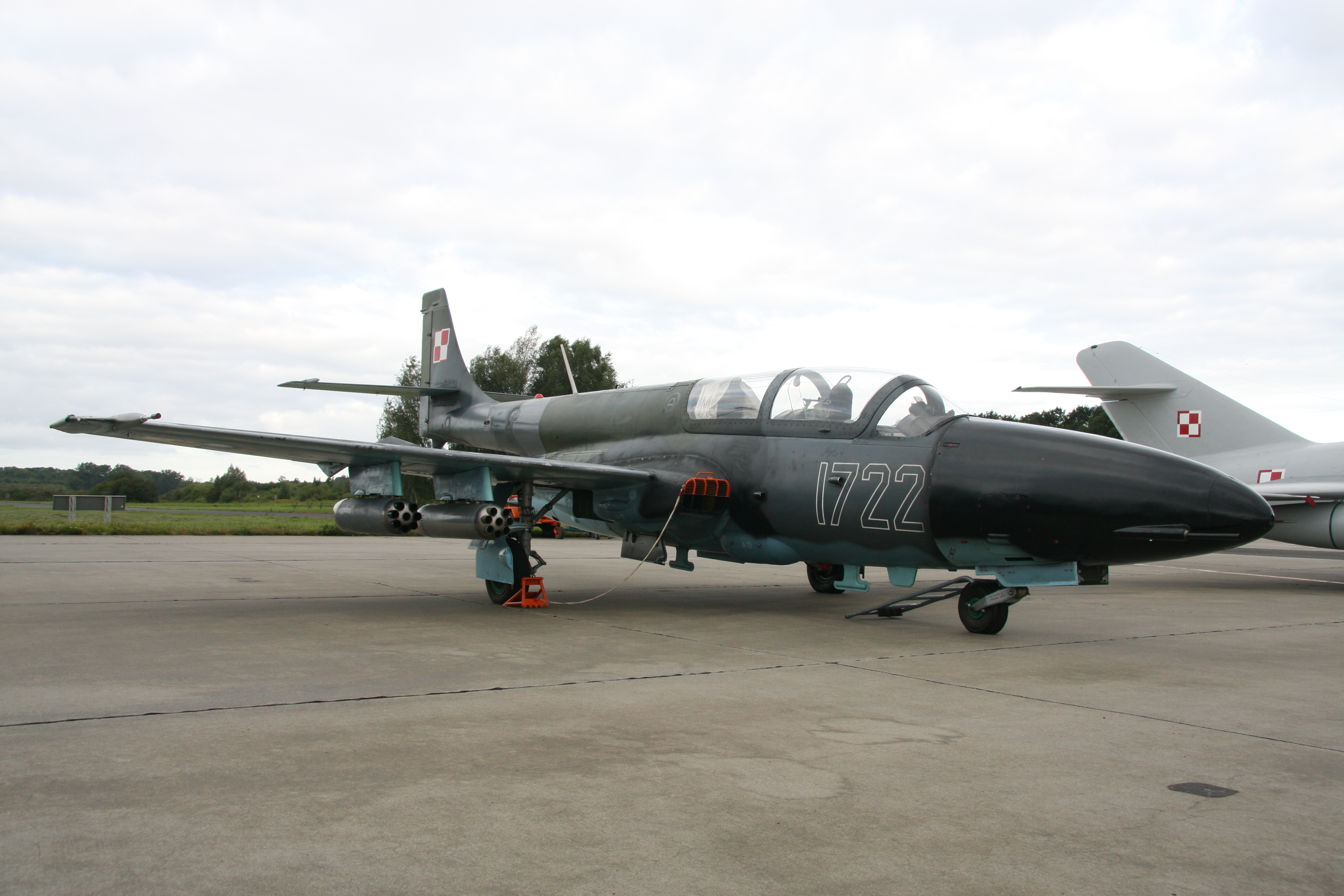
Un TS-11 polonais en 2012 avec des paniers de roquettes sur la Base aérienne de Malbork.

En 1964, le prototype du TS-11 battu 4 records mondiaux dans sa catégorie, parmi eux, le record de vitesse, en atteignant 839 km/h. Le Iskra entra en compétition pour tenter de devenir l'avion d'entraînement standard du Pacte de Varsovie, mais à cause d'une décision politique, c'est finalement l'Aero L-29 Delfin tchécoslovaque qui fut choisi. La Pologne devint le seul pays du pacte à utiliser l'Iskra. 424 exemplaires furent construits jusqu'en 1987. 50 Iskra bis D furent exportés vers l'Inde en 1975, et 26 autres dans les années 1990.
En 2002, la Pologne avait encore 110 TS-11, dont 5 TS-11R. Le Iskra est devenu le premier et le seul avion à réaction d'entraînement polonais à avoir été en service pendant aussi longtemps, et le programme pour un éventuel successeur, le PZL I-22 Iryda (plus tard désigné M-93 Iryda), fut un échec pour plusieurs raisons et seulement quelques Iryda furent construits. En Inde, tous les Iskra ont été retirés du service le 16 décembre 2004.
Depuis 1969, les TS-11MR sont utilisés par les pilotes de la patrouille acrobatique polonaise, d'abord appelée "Rombik", et actuellement "Biało-Czerwone Iskry" ("Etincelles Blancs-et-rouges").

## Variantes
- TS-11 Iskra bis A : Avion d'entraînement biplace. L'Iskra bis A était le premier modèle de production.
- TS-11 Iskra bis B / TS-11 Iskra 100 : Avion d'entraînement biplace, avec 4 pylônes sous les ailes capable d'emporter de l'armement.
- TS-11 Iskra bis C / TS-11 Iskra 200 Art : Avion de reconnaissance monoplace développé en 1971. Il avait une caméra sous le fuselage et une capacité d'emport de carburant accrue. Seulement 5 appareils furent construits en 1972, et furent convertis en avions d'entraînement en 1983.
- TS-11 Iskra bis D / TS-11 Iskra 200 SB : Avion d'entraînement biplace développé en 1973. 15 de ces appareils furent construits pour l'armée de l'air indienne, leur charge utile a été augmentée.
- TS-11 Iskra bis DF : Avion de reconnaissance/entraînement biplace développé en 1974. Il peut emporter de l'armement et 3 caméras.
- TS-11 Iskra R : Avion de reconnaissance navale biplace, équipé d'un radar RDS-81. Six Iskra reconvertis en 1991.
- TS-11 Iskra BR 200 : Prototype d'avion d'attaque et de reconnaissance monoplace créé en 1972. L'appareil n'est pas entré en production.
- TS-11 Iskra MR : TS-11 avec une avionique modernisée en accord avec les normes de l'OACI, utilisé par la "Biało-Czerwone Iskry" depuis 1998.
- TS-11 Iskra Jet / TS-11 Spark : Après avoir été retiré du service, il a été désarmé et vendu à des utilisateurs privés aux États-Unis, en Australie et dans d'autres pays en tant que "warbird", considéré comme excellent grâce à sa grande maniabilité et à ses deux sièges.

## Utilisateurs

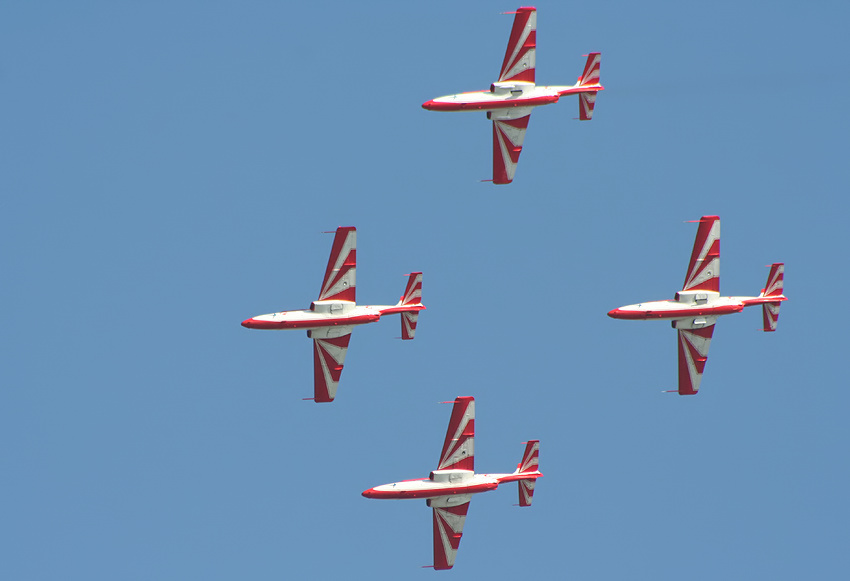
Des TS-11 de la patrouille acrobatique Team Iskry de l’aviation polonaise.

- Inde : L'armée de l'air indienne avait reçu 76 appareils à partir de 1975. Ils ont tous été retirés du service en décembre 2004. Cependant, le TS-11 est considéré par les pilotes comme le meilleur avion d'entraînement que l'Inde n'ait jamais utilisé[réf. nécessaire].
- Pologne : L'armée de l'air et la marine polonaises. Retirés du service en décembre 2020, sauf les 7 avions de la patrouille acrobatique qui seront conservés jusqu'en 2023[1].

Plusieurs dizaines ont été reprises depuis par des utilisateurs civils. La Federal Aviation Administration en compte, en septembre 2012, 49 enregistrés aux États-Unis.

### Aéronefs comparables
- Aermacchi MB-326
- Aero L-29
- Jet Provost
- Fouga Magister
- Jet Provost
- Soko G-2 Galeb
- TT Pinto (en)
- Yakovlev Yak-30

### Ordre de désignation
TS-7 (en) -
TS-8 -
TS-9 (en) -
TS-11 -
TS-15 -
TS-16 (en) -
TS-17